# Westfatuleu
Westfatuleu (indonesisch Fatuleu Barat) ist ein indonesischer Distrikt (Kecamatan) im Westen der Insel Timor.

## Geographie
| „Dorf“ (Desa) | Verwaltungssitz | Fläche     | Einwohner | Bevölkerungs- dichte |
| ------------- | --------------- | ---------- | --------- | -------------------- |
| Kalali        | Oel’ob          | 65,00 km²  | 1284      | 20                   |
| Poto          | Barate          | 200,36 km² | 2930      | 15                   |
| Naitae        | Siumate         | 65,00 km²  | 1523      | 23                   |
| Nuataus       | Oel’Ajaob       | 101,11 km² | 1702      | 17                   |
| Tuakau        | Oelbubuk        | 65,00 km²  | 2179      | 34                   |

Der Distrikt befindet sich im Westen des Regierungsbezirks Kupang der Provinz Ost-Nusa-Tenggara (Nusa Tenggara Timur), am Ufer der Sawusee. Im Norden liegt der Distrikt Westamfoang Daya (Amfoang Barat Daya), nordöstlich Südamfoang (Amfoang Selatan), östlich Takari und Zentralfatuleu (Fatuleu Tengah) und im Süden Sulamu.
Westfatuleu hat eine Fläche von 496,47 km² und teilt sich in die fünf Desa Kalali, Poto, Naitae, Nuataus und Tuakau, die alle in einer Meereshöhe von unter 100 m liegen. Der Verwaltungssitz befindet sich in Barate (Poto).  Das tropische Klima teilt sich, wie sonst auch auf Timor, in eine Regen- und eine Trockenzeit.

## Flora
Im Distrikt finden sich unter anderem Vorkommen von Teak.

## Einwohner
2017 lebten in Westfatuleu 9618 Einwohner. 4847 waren Männer, 4771 Frauen. Die Bevölkerungsdichte lag bei 19 Personen pro Quadratkilometer. 190 Personen bekannten sich zum katholischen Glauben, 9421 waren Protestanten, sechs Personen muslimischen Glaubens und einer Hindu. Im Distrikt gab es zwei katholische und 22 protestantische Kirchen.

## Wirtschaft, Infrastruktur und Verkehr
Die meisten Einwohner des Distrikts leben von der Landwirtschaft. Als Haustiere werden Rinder (29.445), Pferde (520), Büffel (367), Schweine (19.683), Ziegen (2606), Enten (86) und Hühner (9239) gehalten. Auf 986 Hektar wird Mais angebaut, auf 202,9 Hektar Reis, auf 39 Hektar Maniok, auf 15 Hektar Süßkartoffeln, auf 100 Hektar Erdnüsse und auf 17 Hektar grüne Bohnen.
Daneben erntet man Rote Zwiebeln, Knoblauch, Senf, Tomaten, Bohnen, Gurken, Bananen, Mangos, Papayas, Jackfrüchte, Avocados, Ananas, Kokosnüsse, Kapok, Lichtnüsse, Arecanüsse, Cashewnüsse und Lontar.
In Westfatuleu gibt es ein Kindergarten, zehn Grundschulen, fünf Mittelschulen und zwei weiterführende Schulen. Zur medizinischen Versorgung stehen ein kommunales Gesundheitszentrum (Puskesmas) in Poto und fünf medizinische Versorgungszentren (Puskesmas Pembantu) zur Verfügung.
Der öffentliche Verkehr wird betrieben durch 27 Pick-Ups, 14 Lastwagen und 68 Motorrädern.